# Něvinnomyssk
Něvinnomyssk (rusky Невинномы́сск) je město ve Stavropolském kraji v Ruské federaci. Při sčítání lidu v roce 2010 mělo bezmála 120 tisíc obyvatel.

## Poloha
Něvinnomyssk leží na obou březích Kubáně při ústí Velkého Zelenčuku. Od Stavropolu, správního střediska celého kraje, je vzdálen přibližně padesát kilometrů na jih a od Čerkesku, hlavního města sousedního Karačajsko-Čerkeska, přibližně čtyřicet kilometrů na sever.

## Dějiny
Něvinnomyssk byl založen v roce 1825 jako kozácká stanice v blízkosti jedné z devíti pevností na obranné čáře mezi Azovem a Mozdokem.
Původně se jmenoval Něvinnomysskaja, moderní jméno dostal v roce 1939 zároveň s povýšením na město.

### Rodáci
- Oleg Ivanovič Skripočka (*1969), ruský kosmonaut
- Děnis Viktorovič Urubko (*1973), kazachstánský horolezec

## Partnerská města
- Belovo, Bulharsko (1982)
- Picunda, Gruzie (2010)
- Kwangdžu, Jižní Korea (2011)
- Sumqayıt, Ázerbájdžán (2011)
- Čerkesk, Rusko (2018)
- Šebekino, Rusko (2021)